# Pseudexostoma brachysoma
Pseudexostoma brachysoma és una espècie de peix de la família dels sisòrids i de l'ordre dels siluriformes.
Poden assolir 15,3 cm de longitud total.És un peix d'aigua dolça i de clima temperat. Es troba a Àsia: conca del riu Salween a la Xina.